# Comté de Pallars Sobirà
1011–1487
Entités précédentes :
- Comté de Pallars

Entités suivantes :
- Principauté de Catalogne

Le comté de Pallars Sobirà est un comté catalan apparu à la suite de la division du comté de Pallars entre les deux fils du comte de Pallars, Suniaire, Raymond III recevant le Pallars Jussà et Guillaume II le Pallars Sobirà.

## Le territoire
Le comté de Pallars Sobirà s'organisait autour de la haute vallée de la Noguera Pallaresa, avec Sort pour capitale comtale.

## Histoire

Comté de Pallars Sobirà au sein des comtés catalans du.

À la fin de la guerre civile catalane, le roi d'Aragon Jean II, suzerain des comtes de Pallars Sobirà, retira ses domaines au dernier comte de Pallars Sobirà, Hugues Roger III, pour rébellion et le confia au comte de Cardona Jean Raymond IV Folch de Cardona, avec titre de marquis.

### Sources et bibliographie
- (ca) Cet article est partiellement ou en totalité issu de l’article de Wikipédia en catalan intitulé « Comtat de Pallars Sobirà » (voir la liste des auteurs).
- (ca) Llorenç Sànchez i Vilanova, El Pallars. Visió històrica. Pallars Sobirà. Pallars Jussà, Promociones y Publicaciones Universitarias, Barcelone, 1996  (ISBN 84-477-0566-8)